# Варшавский, Дмитрий Львович
Дми́трий Льво́вич Варша́вский (21 января 1964, СССР) — советский и российский рок-музыкант, гитарист и вокалист, основатель рок-группы «Чёрный Кофе» и автор большинства её песен.

## Биография
Гитарист с гнесинским образованием. В 1970-е годы освоил игру на гитаре и написал первые песни.
Первая профессиональная запись «Чёрного Кофе» — композиция «Полёт птицы», записана звукорежиссёром Юрием Богдановым в студии ВФГ «Мелодия» в 1981 году. В 1982 году Варшавский приглашает бас-гитариста Фёдора Васильева и барабанщика Андрея Шатуновского, в этом классическом составе «Черный Кофе» приступает к репетициям новых песен.
В 1987 году Варшавский оформляется на работу в Марийскую госфилармонию, менеджер филармонии Ованес Мелик-Пашаев предлагает ввести в программу «Чёрного кофе» профессиональных музыкантов-аккомпаниаторов, уже работавших в филармонии — Чернякова и Кудишина. Группа записывает грампластинку «Переступи порог».
В 1989 году поступает в продажу очередная грампластинка — «Вольному — воля». 

## Отъезд в Америку и возвращение на родину
В следующем году Варшавский уезжает в США. В марте 1991 года выпущен англоязычный альбом — Golden Lady.
В 1999 году возвращается в Россию. 6 марта 1999 года состоялся концерт «Чёрный Кофе: Снова в Москве» (в КЦ «Меридиан»). В мае Варшавский приглашён на одну из главных ролей в рок-оперу «Слово и Дело» Павла Смеяна. В главных ролях — Виктор Проскурин, Дмитрий Певцов, Виктор Раков.
В 2000 году выступает председателем жюри российского фестиваля рок-музыки Рок-Февраль в Иванове.
В 2001 году Варшавский и Павел Смеян в студиях «Ленкома» завершают сведение и мастеринг оперы «Слово и Дело».
В 2010 году выходит альбом-трилогия «Путёвка в ад», в него вошли песни «Полукровка», «Пьяный доктор» и перезаписанная песня 1979 года «Страна». Компакт-диск издан ограниченным тиражом по предварительным заказам.
2010—2014: концертные туры «Черного Кофе» проходят по городам России, Украины, Израиля. Группа записывает в студиях новые песни, и среди них песни авторского дуэта Варшавский — Шаганов: «Божоле», «Генерал», «Листопад», «Волкодав».
В 2014 году группа записала песню «А наш-то, наш».
В январе 2015 года «Черный Кофе» дал аншлаговые концерты на аренах Москвы («Б1») и Санкт-Петербурга («ГлавКлуб»).
31 августа 2015 года подписчики получили цифровые версии альбома «Осенний порыв».
2 декабря 2022 года выпущен альбом «Слёзы дождя».

## Семья
С 17 октября 2014 года женат на Евгении Прибыш (Варшавской) . Имеет четверых дочерей — Михаилу, Веру, Марию и Надежду.